# Ļaudona
Ļaudona (deutsch: Laudohn) ist ein historischer Ort am Ufer des Flusses Aiviekste (deutsch: Ewst) im Osten  Lettlands.

## Geschichte
Eine lettgallische Befestigung des Staates Jersika bei Ļaudona wurde von Archäologen auf das 9. bis 12. Jahrhundert datiert. Im Jahr 1274 ließ der Erzbischof von Riga an der Mündung der Svētupupe in die Aiviekste eine Burg anlegen. Die Familie Laudohn war hier seit dem Jahr 1432 als Vasallen des Rigaschen Erzbischofs ansässig. Im Livländischen Krieg wurde die Burg zerstört. 1613 wurde das umliegende Rittergut schwedisch.
1696 wurde eine Kirche mit einer Gemeindeschule errichtet. 1703 wurde das Gut von Truppen Russlands verwüstet und gehörte seit dem Frieden von Nystad 1721 zum Russischen Kaiserreich. 1772 entstand eine Glasmanufaktur.
1846 trat der Pfarrer mit mehreren tausend Gemeindegliedern zum orthodoxen Glauben über, was zum Bau einer neuen Kirche führte. Während der Revolution 1905 wurde das Herrenhaus des Guts niedergebrannt.
Nach der Unabhängigkeit Lettlands wurde das Gut im Zuge einer Agrarreform in 42 Teile aufgeteilt, was den bäuerlichen Wirtschaften einen gewissen Wohlstand ermöglichte.
Die lutherische Kirche wurde bei den Kampfhandlungen im Zweiten Weltkrieg 1944 zerstört. In der Nachkriegszeit war die örtliche Kolchose der wichtigste Arbeitgeber. Die Gemeinde gehörte zum Landkreis Madona (ab 2009 Bezirk Madona).

## Persönlichkeiten
- Ernst Gideon von Laudon (1717–1790), österreichischer Feldherr, geboren auf dem Nachbargut Tootzen (lettisch: Toce)
- Reinholds Beķeris (1910–1976), Jockey, Pferdezüchter und Fußballspieler